# Акаево (Нижегородская область)
Акаево — село в Починковском районе Нижегородской области России. Входит в состав Пеля-Хованского сельсовета.

## География
Село находится в юго-восточной части Нижегородской области, в зоне хвойно-широколиственных лесов, на левом берегу реки Рудни, на расстоянии приблизительно 21 километра (по прямой) к югу от села Починки, административного центра района.
Климат
Климат характеризуется как умеренно континентальный, влажный, с умеренно суровой снежной зимой и тёплым летом. Среднегодовая температура — 3,6 °C. Средняя температура воздуха самого тёплого месяца (июля) — 20 — 22 °C; самого холодного (января) — −11,5 °C. Среднегодовое количество атмосферных осадков составляет 450—500 мм.
Часовой пояс
Село Акаево, как и вся Нижегородская область, находится в часовой зоне МСК (московское время). Смещение применяемого времени относительно UTC составляет +3:00.

## Население
| 2002 | 2010 |
| ---- | ---- |
| 64   | ↘47  |

Национальный состав
Согласно результатам переписи 2002 года, в национальной структуре населения русские составляли 98 % из 64 чел.